# Лаура Антонеллі
Ла́ура Антоне́ллі (італ. Laura Antonelli, справжнє прізвище — Антоназ, італ. Antonaz; 28 листопада 1941, Пола, Королівство Італія — 22 червня 2015, Ладісполі, Італія) — італійська кіноакторка та модель. Зірка італійського еротичного кіно 1970–1980-х років.

## Біографія
Лаура Антонеллі народилася 28 листопада 1941 у Пола, Істра, Італія (нині Пула, Істра, Хорватія) в сім'ї педагогів. Дитинство і юність провела у Венеції, Генуї та Неаполі. З дитинства мріяла стати вчителькою.
Після закінчення Вищого інституту фізичного виховання в Неаполі працювала вчителькою фізкультури в Римському ліцеї «Артістік». Потім працювала моделлю і брала участь у телешоу «Carosello», яке привело Лауру Антонеллі до світу кіно і телебачення.
У 1965 році Лаура Антонеллі дебютувала в кіно у фільмі режисера Луїджі Петрина «Le Sedicenni». У 1969 році виконала роль Ванди в еротичному фільмі режисера Массімо Далламано «Венера в хутрі» за романом Леопольда фон Захер-Мазоха. У 70-х — 80-х роках грала переважно в еротичних драмах, фарсах і комедіях: сицилійська хатня робітниця Анжела ле Барбера в культовому фільмі «Підступність» (1973, реж. Сальваторе Сампері, Премія «Давид ді Донателло», 1973; Премія «Grolla d'oro», 1973; Премія «Срібна стрічка», 1974), Євген де Магуеда в стрічці Луїджі Коменчіні «Боже мій, як низько я впала!» (1974), виконала 8 ролей у комедії Діно Різі «Божевільний секс» (1973), підприємиця у стрічці Луїджі Дзампа «Дикі ліжка» (1979). 
Знімалася у Франції у фільмах: «Повторний шлюб», «Без видимих причин» (обидва — 1971), «Доктор Пополь» (1972) та ін. Зовнішність Лаури Антонеллі зробила її зіркою італійського еротичного кіно.
Яскраве драматичне дарування Антонеллі проявилося у фільмі Лукіно Вісконті «Невинний» (1976), у якому вона блискуче зіграла головну роль Джуліани. До значних робіт акторки також належать — Антонія Де Ангеліс в мелодрамі Марко Вікаріо «Дружина — коханка» (1977) і Клара в психологічній драмі Етторе Скола «Любовна пристрасть» (1981, Премія «Давид ді Донателло», 1982). Останньою роботою Лаури Антонеллі в кіно стала Анжела в сиквелі фільму «Підступність» — «Мара» (1991, реж. Сальваторе Сампері). Після 1991 року в кіно не знімалася.

## Фільмографія
| Рік  |   | Українська назва                 | Оригінальна назва                                                                                | Роль |
| ---- | - | -------------------------------- | ------------------------------------------------------------------------------------------------ | --- |
| 1964 | ф | Розкішний рогоносець             | Il magnifico cornuto                                                                             | У титрах не вказана. Гостя із зачіскою «вулик» у «Артусіс» (італ. Ospite con acconciatura ad alveare all'Artusis) |
| 1965 | ф | Шістнадцятирічні                 | Le sedicenni                                                                                     | У титрах не вказана |
| 1966 | ф | Доктор Голдфут та дівчата-бомби  | Le spie vengono dal semifreddo (англ. Dr. Goldfoot and the Girl Bombs)                           | Розанна (італ. Rosanna) |
| 1966 | ф | Вибачте, ви за чи проти?         | Scusi, lei è favorevole o contrario?                                                             | П'єра Конфорті (італ. Piera Conforti) |
| 1968 | ф | Сексуальна революція             | La rivoluzione sessuale                                                                          | Ліліана (італ. Liliana) |
| 1969 | ф | Архангел                         | L'arcangelo                                                                                      | У титрах не вказана. Елена, дружина Фабріса (італ. Elena, moglie di Fabris) |
| 1969 | ф | Детектив                         | Un detective                                                                                     | У титрах не вказана. Франка (італ. Franca) |
| 1969 | ф | Венера в хутрі                   | Venere in pelliccia                                                                              | Ванда де Дунаєфф (італ. Wanda de Dunaieff) |
| 1970 | ф | Чоловік, на прізвисько «Кувалда» | Sledge (англ. A Man Called Sledge)                                                               | Ріа (італ. Ria) |
| 1970 | ф | Бажана                           | Gradiva                                                                                          | Градіва (італ. Gradiva) |
| 1970 | ф | Любовна зустріч                  | Incontro d'amore                                                                                 | Дарія (італ. Daria) |
| 1971 | ф | Повторний шлюб                   | фр. Les mariés de l'an deux                                                                      | Паулін де Герон (фр. Pauline de Guérande) |
| 1971 | ф | Без видимих причин               | фр. Sans mobile apparent                                                                         | Жюльєт Водрей (фр. Juliette Vaudreuil) |
| 1971 | ф | Оголена віолончель               | Il merlo maschio                                                                                 | Констанца Вівальді (італ. Costanza Vivaldi) |
| 1972 | ф | Сенатор-розпусник                | Nonostante le apparenze... e purché la nazione non lo sappia... All'onorevole piacciono le donne | сестра Деліката (італ. suor Delicata) |
| 1972 | ф | Доктор Пополь                    | фр. Docteur Popaul                                                                               | Мартін Дюпон (фр. Martine Dupont) |
| 1973 | ф | Підступність                     | Malizia                                                                                          | Анджела Ла Барбера (італ. Angela La Barbera) |
| 1973 | ф | Божевільний секс                 | Sessomatto                                                                                       | мадам Джульєтта / Селестіна / дружина Енріко / Грація / Тамара / черниця в лікарні / жінка Мімма Макко / Тіціана (італ. Madame Juliette / Celestina / Moglie di Enrico / Grazia / Tamara / Suora ospedaliera / donna Mimma Maccò / Tiziana) |
| 1974 | ф | Легкий гріх                      | Peccato veniale                                                                                  | Лаура (італ. Laura) |
| 1974 | ф | Сімона                           | Simona                                                                                           | Сімона (італ. Simona) |
| 1974 | ф | Боже мій, як я низько пала!      | Mio Dio, come sono caduta in basso!                                                              | Еудженія Ді Македа (італ. Eugenia Di Maqueda) |
| 1975 | ф | Страх над містом                 | фр. Peur sur la ville                                                                            | У титрах не вказана. Пасажирка в метро |
| 1975 | ф | Божественне створіння            | Divina creatura                                                                                  | Мануела Родерігі (італ. Manuela Roderighi) |
| 1975 | ф | Підступність Венери              | Le malizie di Venere                                                                             | Ванда (італ. Wanda) |
| 1976 | ф | Приватний детектив               | фр. L'Alpagueur                                                                                  | У титрах не вказана. Фальшива вагітна жінка |
| 1976 | ф | Невинний                         | L'innocente                                                                                      | Джуліана Ерміль (італ. Giuliana Hermil) |
| 1977 | ф | Дружина-коханка                  | Mogliamante                                                                                      | Антонія Де Анджеліс (італ. Antonia De Angelis) |
| 1977 | ф | Велике вариво                    | Gran bollito                                                                                     | Сандра (італ. Sandra) |
| 1977 | ф | Три золоті мавпи                 | Tre scimmie d'oro                                                                                | Фільм не вийшов на екрани |
| 1979 | ф | Дикі ліжка                       | Letti selvaggi                                                                                   | дружина / Джованна (італ. la moglie / Giovanna) |
| 1979 | ф | Уявний хворий                    | Il malato immaginario                                                                            | Тоніна (італ. Tonina) |
| 1980 | ф | Ти — обличчя корабля             | Mi faccio la barca                                                                               | Роберта Савеллі (італ. Roberta Savelli) |
| 1981 | ф | Пристрасть кохання               | Passione d'amore                                                                                 | Клара (італ. Clara) |
| 1981 | ф | Поворот                          | Il turno                                                                                         | Стелліна (італ. Stellina) |
| 1981 | ф | Цнотлива та чиста                | Casta e pura                                                                                     | Роза Ді Маджіо (італ. Rosa Di Maggio) |
| 1982 | ф | Свята корова                     | Porca vacca                                                                                      | Маріанна (італ. Marianna) |
| 1982 | ф | Секс і радо                      | Sesso e volentieri                                                                               | вдова Карла Де Домінікіс / молода грудаста жінка / принцеса (італ. la vedova Carla De Dominicis / giovane procace donna / principessa) |
| 1982 | ф | Жорстоко моя                     | Viuuulentemente mia                                                                              | Анна Тассотті Малоні (італ. Anna Tassotti Maloni) |
| 1985 | ф | Сцени з життя                    | фр. Tranches de vie                                                                              | Моніка Беллі (фр. Monica Belli) |
| 1985 | ф | Клітка                           | La gabbia                                                                                        | Марі Кольбер (італ. Marie Colbert) |
| 1986 | ф | Венеційка                        | La venexiana                                                                                     | Анжела (італ. Angela) |
| 1986 | ф | Універмаги                       | Grandi magazzini                                                                                 | Елена Анзеллотті (італ. Helèna Anzellotti) |
| 1987 | ф | Ріміні, Ріміні                   | Rimini Rimini                                                                                    | Ноке Бові (італ. Noce Bovi) |
| 1987 | ф | Речі багатих                     | Roba da ricchi                                                                                   | Мапі Петрузеллі (італ. Mapi Petruzzelli) |
| 1988 | с | Байдужий                         | Gli indifferenti                                                                                 | 2 серії. Ліза (італ. Lisa) |
| 1989 | с | Відчайдушна Джулія               | Disperatamente Giulia                                                                            | 6 серій. Кармен Мілкович (італ. Carmen Milkovič) |
| 1989 | с | Злодійка Ізабелла                | Isabella la ladra                                                                                | Невідомо |
| 1990 | ф | Скупий                           | L'avaro                                                                                          | Фросіна (італ. Frosina) |
| 1991 | ф | Підступність 2000                | Malizia 2mila                                                                                    | Анджела Ла Барбера (італ. Angela La Barbera) |